# Mongoliet i olympiska sommarspelen 1980
Mongoliet deltog i de olympiska sommarspelen 1980 med en trupp bestående av 43 deltagare, 39 män och fyra kvinnor, vilka deltog i 26 tävlingar i åtta sporter. Landet slutade på 27:e plats i medaljligan, med två silvermedaljer och två bronsmedaljer.

## Medaljer

### Silver
- Jamtsyn Davaajav - Brottning, Weltervikt, fristil
- Tsendiin Damdin - Judo, Halv lättvikt

### Brons
- Dugarsürengiin Oyuunbold - Brottning, Bantamvikt, fristil
- Ravdangiin Davaadalai - Judo, Lättvikt

## Boxning
Lätt flugvikt
- Vandui Bayasgalan
  - Första omgången — Förlorade mot Gilberto Sosa (Mexiko) på poäng (1-4)

Flugvikt
- Nyama Narantuya
  - Första omgången — Förlorade mot Ramon Armando Guevara (Venezuela) på poäng (0-5)

Bantamvikt
- Tseden Narmandakh
  - Första omgången — Bye
  - Andra omgången — Förlorade mot Joseph Ahanda (Kamerun) efter att domaren stoppade matchen i tredje omgången

Fjädervikt
- Ravsal Otgonbayar
  - Första omgången — Besegrade Abdulzhava Jawad Ali (Irak) på poäng (4-1)
  - Andra omgången — Förlorade mot Carlos González (Mexiko) på poäng (2-3)

Lättvikt
- Galsandorj Batbileg
  - Första omgången — Besegrade Alberto Mendes Coelho (Angola) på poäng (5-0)
  - Andra omgången — Besegrade Jesper Garnell (Danmark) på poäng (4-1)
  - Kvartsfinal — Förlorade mot Angel Herrera (Kuba) på poäng (0-5)

Lätt weltervikt
- Khast Jamgan
  - Första omgången — Bye
  - Andra omgången — Förlorade mot William Lyimo (Tanzania) på poäng (0-5)

## Bågskytte
Damernas individuella tävling
- Chagdar Biambasuren — 2216 poäng (→ 23:e plats)
- Tsedendorj Bazarsuren — 2112 poäng (→ 29:e plats)

Herrarnas individuella tävling
- Niamtseren Biambasuren — 2361 poäng (→ 19:e plats)
- Tserendorjin Dagvadorj — 2318 poäng (→ 23:e plats)

## Cykling
Herrarnas linjelopp
- Luvsandagvyn Jargalsaikhan
- Batsükhiin Khayankhyarvaa
- Dorjpalamyn Tsolmon
- Dashjamtsyn Tömörbaatar

Herrarnas lagtempolopp
- Luvsandagvyn Jargalsaikhan
- Batsükhiin Khayankhyarvaa
- Damdinsürengiin Orgodol
- Dashjamtsyn Tömörbaatar